# 門多西諾 (加利福尼亞州)
門多西諾（西班牙語：Mendocino）又译曼杜西诺（英語：Mendocino）是位於美國加利福尼亞州門多西諾縣的一個人口普查指定地區。

## 地理
門多西諾的座標為39°18′28″N 123°47′58″W / 39.30778°N 123.79944°W，而該地最高點為海拔高度47米（即154英尺）。

## 历史
在1850年之前，波莫族印第安人在大河北岸靠近今日门多西诺的位置建立了一个名为布尔丹的聚居点。1850年Frolic号帆船在门多西诺北方几英里的卡布黎洛海岬触礁沉没，随后的调查工作把调查员梅格斯引导到了此处，结果开启了本地的伐木产业。门多西诺镇在1852年由门多西诺木材公司成立，一开始以梅格斯命名，称为梅格斯维尔（意即梅格斯村）。后来也先后出现“大河”、梅格斯镇、梅格斯市等称呼，最后定名为门多西诺。第一间邮局在1858年设置。如同北加州诸多伐木小镇，本镇最早的居民多是来自新英格兰地区，带来了新英格兰的建筑风格。还有一些来自奥索利斯的葡萄牙移民，以及来自清国广东省的移民。后者在本镇建立了一间关帝庙，至今香火延续。
门多西诺镇的经济在1940年后一度萎缩，人口流失，几乎成为一无人烟的鬼镇。1959年代艺术家比尔札卡在本地创办了门多西诺艺术中心，门多西诺重新恢复生机。
1971年，门多西诺镇的大部分都被划入“门多西诺历史街区”，载入“国家史迹名录”，一个美国联邦政府认为值得保护的建筑财产的官方列表。缅街上建于1868年的门多西诺长老会教堂是加州持续运作至今的最古老教堂之一，被登记为714号加州历史地标；华人先民在1854年创办的关帝庙则是927号加州历史地标。
从1987年开始，本镇每年在州立门多西诺滨海公园举办门多西诺音乐节。镇上的凯利博物馆则保存了当年触礁沉没的佛洛里克帆船上的一颗炮弹。
2021年，本镇因为缺水而导致许多商户必须从外地运送饮用水。

## 人口
根據2010年美國人口普查的數據，門多西諾的面積為19.220平方千米，當中陸地面積為5.847平方千米，而水域面積為13.373平方千米。當地共有人口894人，而人口密度為每平方千米46人。